# Corn flakes
I corn flakes, o fiocchi di mais, sono un alimento costituito da mais cotto con zucchero e vitamine. La pasta è arrotolata e tostata a formare dei fiocchi, che sono consumati normalmente a colazione, serviti con il latte. Furono inventati nel 1894 in Michigan dai fratelli Kellogg per riciclare del grano raffermo da servire ai pazienti della propria clinica. I fratelli Kellogg decisero così di aggiungere i corn flakes al latte già versato per renderne più facile l'assunzione ai pazienti della loro clinica.

## Storia

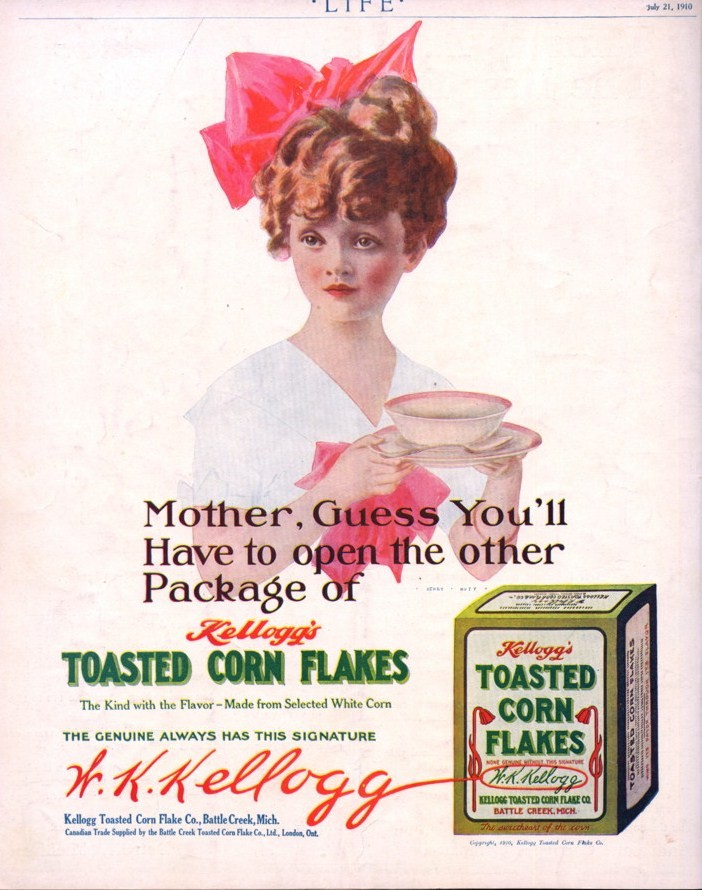
Pubblicità dei Kellogg's Toasted Corn Flakes del 1910 sulla rivista Life.

La storia dei corn flakes ha origine nel tardo XIX secolo, quando un gruppo di avventisti del settimo giorno iniziò a sviluppare un nuovo cibo che rispettasse le regole della loro severa dieta vegetariana. I membri di questo gruppo sperimentarono molti cereali diversi, tra cui grano, riso, avena e mais. Nel 1894 il dottor John Harvey Kellogg, soprintendente di un sanatorio a Battle Creek (Michigan), e avventista, usò questa ricetta nella dieta vegetariana imposta ai suoi pazienti, che escludeva anche alcolici, tabacco e caffeina.
La dieta che imponeva era costituita solamente da cibi insipidi: era infatti un sostenitore dell'astinenza sessuale e seguiva i precetti di Sylvester Graham che riteneva che i cibi dolci o piccanti potessero aumentare le passioni, mentre i corn flakes avrebbero avuto un effetto anti-afrodisiaco. Questa idea dei corn flakes cominciò con un incidente, quando il Dr. Kellogg e suo fratello, Will Keith Kellogg, lasciarono un po' di semi di grano cotto a raffreddare, mentre risolvevano dei problemi al sanatorio.
Quando ritornarono, videro che il grano era diventato raffermo, ma dato che avevano un budget ristretto, decisero di continuare a lavorarlo appiattendo il grano con dei rulli, sperando di ottenere lunghe sfoglie di impasto. Con loro sorpresa, quello che ottennero invece furono flakes (fiocchi), che tostarono e servirono ai loro pazienti. Questo accadde approssimativamente il 14 aprile del 1894, e il 31 maggio il prodotto fu brevettato con il nome di Granose.
I fiocchi di grano, serviti con del latte, divennero ben presto un cibo molto popolare tra i pazienti, tanto che i fratelli Kellogg cominciarono a sperimentare la ricetta con altri cereali. Nel 1906, Will Keith Kellogg, che lavorava come direttore amministrativo del sanatorio, decise di lanciare il prodotto sul mercato, fondando una sua azienda, la Kellogg's. Per fare ciò, litigò con il fratello al riguardo dell'aggiunta dello zucchero nei fiocchi per rendere il sapore più gradevole e adatto ad un pubblico più vasto. I corn flakes furono il suo primo prodotto commercializzato.
Per aumentare le vendite, nel 1909 aggiunse una offerta speciale, il Libretto divertente degli animali scomponibili della jungla, dato a chiunque comprasse due confezioni di cereali. Questo stesso premio fu offerto per 23 anni. Nel frattempo, Kellogg cominciò la sperimentazione con nuovi cereali per aumentare la sua linea di prodotti. I Rice Krispies, il suo grande successo, furono messi in vendita per la prima volta nel 1929. Un ex-impiegato della Kellogg's, C. W. Post, fondò una azienda rivale, che divenne il secondo marchio di corn flakes negli Stati Uniti, i Post Toasties.

## Ingredienti

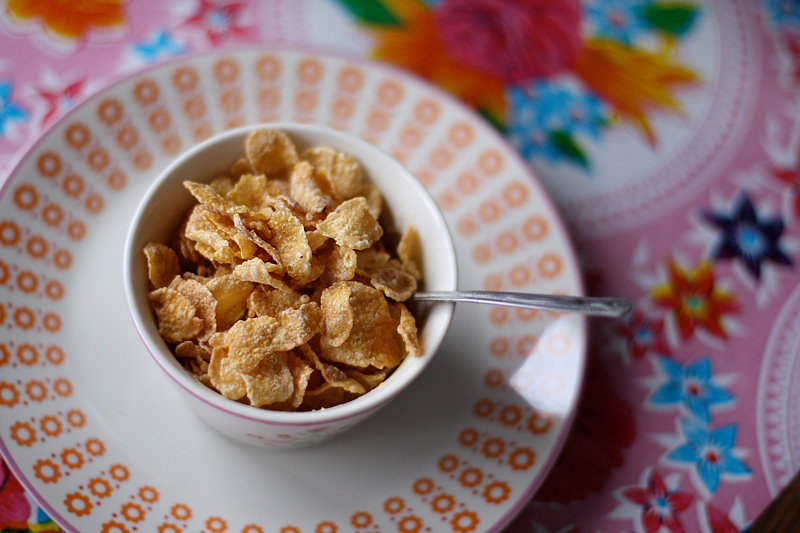

Mais (98%), zucchero, estratto di malto d'orzo, sale, vitamine (PP, B6, B2, B1, folacina, D, B12) e ferro (esistono anche varianti aromatizzate al cacao).